# Departamento de Cochinoca
Cochinoca es un departamento ubicado en la provincia de Jujuy en Argentina. La cabecera del departamento es la localidad de Abra Pampa, una de las más pobladas de la puna jujeña.

## Historia
En la tercera década del siglo XVI a la llegada de los conquistadores españoles a la región, éstos encontraron en ella a indígenas casabindos y cochinocas (parcialidades originadas en mezclas de likan antai y quechuas) que vivían en una zona de gran riqueza mineral y que desde fines de siglo XV y hasta ese momento habían estado sometidos a los invasores Incas, es por ello, que el poblado de Cochinoca se convirtió en la villa más importante en toda la Puna argentina.
El poblado de Cochinoca, fue fundado a principios del siglo XVII y a fines de ese siglo poseía entre 600 y 800 habitantes.

El departamento se creó en el año 1899, mediante la ley provincial n.° 537.

Diversas acciones como: el desplazamiento de la ruta que atravesaba el pueblo, la pérdida de la condición de cabecera del departamento a favor de Abra Pampa, la traza del ferrocarril hacia el este y la disminución de la importancia minera, provocaron que en 1915 su población se redujera a 45 habitantes.

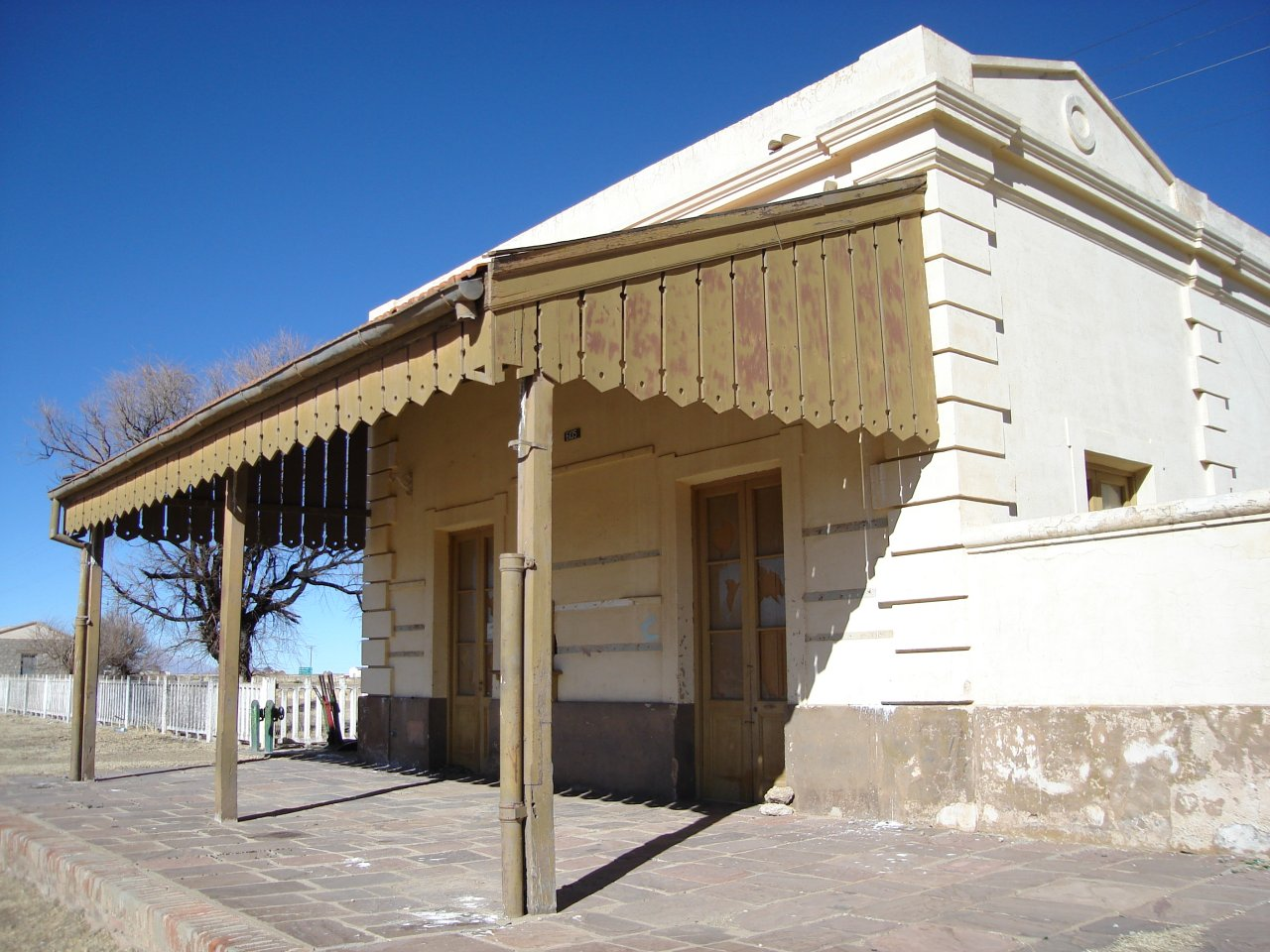
Puesto del Marqués, en el Departamento de Cochinoca

## Superficie, límites y accesos
El departamento tiene una superficie de 7837 km². Limita al oeste con los departamentos Susques y Rinconada, al norte con el departamento Yavi, al este con los departamentos Humahuaca y Tumbaya y al sur con la provincia de Salta.

Las principales vías de acceso al departamento son las RN 9, RN 40 y RN 52.

## Municipios
El departamento está subdividido administrativamente en cuatro municipios (uno con municipalidad y tres con comisión municipal).

- Abdón Castro Tolay con comisión municipal de 3ra Categoría
- Abralaite con comisión municipal de 3ra Categoría
- Abra Pampa con municipalidad
- Puesto del Marqués con comisión municipal de 3ra Categoría

## Localidades y parajes
La localidad de Abra Pampa concentra la mayor parte de los habitantes del departamento. El resto de la población de tipo rural disperso se distribiye en pequeñas localidades, caseríos aislados o parajes.
- Abra Pampa, (8705 hab.)
- Abdón Castro Tolay, (279 hab.)
- Puesto del Marqués, (255 hab.)
- Rinconadillas, (189 hab.)
- San Francisco de Alfarcito, (169 hab.)
- Santuario de Tres Pozos, (152 hab.)
- Tusaquillas, (134 hab.)
- Tambillos, (122 hab.)
- Casabindo, (118 hab.)
- Agua de Castilla, (96 hab.)
- Cochinoca, (67 hab.)
- Abralaite, (56 hab.)
- Quebraleña, (53 hab.)
- Tabladitas, (45 hab.)
- La Redonda, (45 hab.)
- Quera (34 hab.)

## Población
Contó con 12 656 habitantes (Indec, 2010), lo que representó un incremento del 4.5% frente a los 12 111 habitantes (Indec, 2001) del censo anterior.
Para el censo 2022 el departamento registró 15.054 habitantes. Esto representó un aumento en la cantidad de personas del 19,9%.
| Gráfica de evolución demográfica de Departamento de Cochinoca entre 1991 y 2022 |
|                                                                                 |
| Fuente: Censos nacionales del INDEC                                             |

## Educación y salud
Según datos oficiales, en el año 2011 el departamento contaba con un total de 72 establecimientos educativos, en su totalidad de gestión pública, que atienden los requerimientos de niños y jóvenes desde el jardín maternal hasta la etapa posterior al nivel secundario.
El departamento cuenta con 23 centros de salud, la mayoría de ellos dedicados a la atención primaria, distribuidos entre las distintas localidades.

## Sismicidad
La sismicidad del área de Jujuy es frecuente y de intensidad baja, y un silencio sísmico de terremotos medios a graves cada 40 años.
- Sismo de 1863: aunque dicha actividad geológica catastrófica, ocurre desde épocas prehistóricas, el terremoto del 4 de enero de 1863 (162 años),[13] señaló un hito importante dentro de la historia de eventos sísmicos jujeños, con 6.4 Richter.[12]
- Sismo de 1948: el 25 de agosto de 1848 (176 años) con 7.0 Richter, el cual destruyó edificaciones y abrió numerosas grietas en inmensas zonas[13][12]
- Sismo de 2011: el 6 de octubre de 2011 (13 años) con 6.2 Richter, produjo rotura de vidrios y mampostería.[12]